# Hans Däscher
Hans Däscher (* 29. Juni 1930) ist ein ehemaliger Schweizer Skispringer.
Däscher gehörte bei den Olympischen Winterspielen 1952 in Oslo zum Schweizer Aufgebot für die Skisprungwettbewerbe und war nach einem 20. Platz im Springen von der Normalschanze erfolgreichster Schweizer in dieser Disziplin. Drei Jahre nach den Spielen, am 6. Januar 1955, startete er zu seinem ersten und einzigen internationalen Springen im Rahmen der Vierschanzentournee 1954/55 in Innsbruck und erreichte dabei den 18. Platz.
Sein Bruder Andreas Däscher war auch Skispringer.